# Segundo Consistório Ordinário Público de 1875

## Cardeais Eleitores
| Nº                  | País               | Nome                               | Idade              | Cargo                                              | Título ou Diaconia                                   |
| Cardeais eleitores  | Cardeais eleitores | Cardeais eleitores                 | Cardeais eleitores | Cardeais eleitores                                 | Cardeais eleitores                                   |
| ------------------- | ------------------ | ---------------------------------- | ------------------ | -------------------------------------------------- | ---------------------------------------------------- |
| 1                   | França             | Godefroy Brossais-Saint-Marc       | 72                 | Arcebispo de Rennes                                | Cardeal-presbítero de Santa Maria da Vitória         |
| Revelado In Pectore |                    |                                    |                    |                                                    |                                                      |
| 2                   | Itália             | Ruggero Luigi Emidio Antici Mattei | 64                 | Câmara Apostólica                                  | Cardeal-presbítero de São Lourenço em Panisperna     |
| 3                   | Itália             | Salvatore Nobili Vitelleschi       | 57                 | Secretário na Congregação para Bispos e Religiosos | Cardeal-presbítero de São Marcelo                    |
| 4                   | Itália             | Giovanni Simeoni                   | 59                 | Núncio apostólico na Espanha                       | Cardeal-presbítero de São Pedro Acorrentado          |
| 5                   | Itália             | Lorenzo Ilarione Randi             | 57                 | Vice-Camerlengo                                    | Cardeal-diácono de Santa Maria em Cosmedin           |
| 6                   | Itália             | Bartolomeo Pacca, Jr               | 58                 | Prefeito da Prefeitura da Casa Pontifícia          | Cardeal-diácono de Santa Maria em Portico Campitelli |

## Link Externo
- «Catholic Hierarchy» (em inglês)